# Marakwet (peuple)
Pour les articles homonymes, voir Marakwet.
Les Marakwet sont une population d'Afrique de l'Est établie au Kenya. Ils font partie du groupe kalenjin.

## Ethnonymie
Selon les sources et le contexte, on observe quelques variantes : Maragwet, Marakwets, Markweta.
Ils s'auto-désignent par le nom de mɑ́rkwɛːtɑ, au singulier, mɑ́rkwɛːtɪ́n, un terme qui désigne aussi la langue. Le nom est donné, depuis l'époque coloniale à six groupes différents qui sont, en dehors des Markweta, les Endo, les Borokot, les Almo, les Kiptani et les Sengwer Cherengany.

## Langues
Ils parlent l'endo-marakwet (ou markweta), une langue kalenjin dont le nombre de locuteurs était d'environ 180 000 lors du recensement de 2009. D'autres langues kalenjin sont également utilisées.